# Selección de voleibol de Puerto Rico
La selección de voleibol de Puerto Rico es el equipo representativo del país en las competiciones oficiales de voleibol. Su organización está a cargo de la Federación Puertorriqueña de Voleibol. Participa en los torneos organizados por la NORCECA, así como de la Federación Internacional de Voleibol.
En el 2018 clasificó a los Juegos Panamericanos de 2019.